# Исповедь его жены
«Исповедь его жены» (лит. Jo žmonos išpažintis) — советский художественный фильм, снятый в 1983 году режиссёром Альмантасом Грикявичюсом на Литовской киностудии.
Премьера фильма состоялась 17 сентября 1984 года. В СССР фильм посмотрели 1,5 млн зрителей.

## Сюжет
В центре сюжета фильма — история девушки Ирены, способной студентки на физическом факультете, которая влюбляется в учёного Бекрайтиса и изменяет её жизнь. Она оставляет всё, чтобы пойти за ним, но скоро осознаёт, что снова совершила ошибку.

## В ролях
- Рута Сталилюнайте — Ирена
- Юозас Будрайтис — Йонас
- Леонид Филатов — Бекрайтис
- Саулюс Баландис — эпизод
- Кристина Казлаускайте — эпизод
- Она Кнапките — бабушка
- Ирена Мария Леонавичюте — жена лесника
- Неле Савиченко — Нора

Главные роли дублируют Лариса Данилина и Александр Кайдановский.